# 丹尼斯·普拉格
丹尼斯·马克·普拉格（Dennis Mark Prager，1948年8月2日—）是美国保守派电台脱口秀主持人和作家。他出生在一个正统的犹太家庭，最初的政治工作涉及到苏联那些无法移民的犹太人。他逐渐开始对政治发表更多、更广泛的评论。他的观点大体上与社会保守主义一致。他创立了普拉格大学，这是一个美国的非盈利组织，以保守派的视角制作各种政治、经济和哲学方面的视频。

## 早期生活与教育
丹尼斯·普拉格出生在纽约，母亲是希尔达·普拉格（原名弗里德菲尔德;1919–2009）父亲是马克斯·普拉格(1918-2014)。普拉格和他的兄弟姐妹们在一个现代正统的犹太家庭中长大。他参加了位于纽约布鲁克林的弗拉特布什犹太会堂，并在那里结识了约瑟夫·特鲁什金。他上了布鲁克林学院，毕业时主修历史和中东研究。在接下来的几年里，他在哥伦比亚大学国际与公共事务学院和利兹大学学习课程;然而他没有完成研究生学位就离开了学术界。从研究生院毕业后，普拉格离开了现代正统犹太教，但仍然保留了许多传统的犹太习俗;他仍然有宗教信仰。

## 职业生涯
1969年，当他在英国学习时，他被一个犹太人组织招募到苏联，采访犹太人在那里的生活。当他第二年回国时，他作为一名关于苏联当局对于犹太人不平等对待的演讲者而受到欢迎;他从演讲中赚的钱足够他旅行，然后他访问了大约60个国家。他成为了替苏联犹太人学生斗争运动发声的全国发言人。
普拉格职业生涯的开端，与美国犹太人中一个日益增长的趋势重合。美国犹太人一直是坚定的自由派，他们向中间靠拢，也有些向右翼靠拢，这在一定程度上是受到苏联犹太人大量涌入的推动。1975年，普拉格和特鲁什金出版了一本为不遵守戒律的犹太人准备的犹太教入门书:《关于犹太教的九个问题》，该书成为畅销书。在文本中涉及的问题包括:犹太教与基督教有何不同?一个人能否在怀疑上帝存在的同时仍然是一个好犹太人?
在1976年美国总统大选中，普拉格支持吉米·卡特。从1976年到1983年，普拉格管理着布兰代斯-巴尔丁研究所;特鲁什金在那里和他一起工作。这是普拉格的第一份带薪工作。专注于攻击世俗主义和自恋，他认为这两者都在摧毁社会。于是他很快赢得了道德批评家的声誉，有些人开始叫他犹太葛培理。

## 更明确的立场
1982年，洛杉矶KABC (AM)聘请了普拉格，让他每周日晚上主持一档关于宗教的脱口秀节目，最终发展成了一档每日脱口秀节目。他和特鲁什金在1983年出版了另一本书，《为什么是犹太人？反犹主义的原因》根据《评论》的一篇评论，这本书将反犹主义描述为一种“邪恶的奉承”;作者写道，对犹太人的仇恨源于对犹太人接受这样一种信条的不满，即他们是上帝的选民，肩负着向世界传递道德信息的责任。这本书将犹太人描述为一个国家（长期无国籍）和一个宗教的追随者，并说这种身份对犹太教至关重要;这本书说，呼吁犹太人在文化上同化和反对犹太复国主义都是反犹主义的两种形式。这本书将世俗的犹太人描述为迷失方向的人，他们通常会错误地运用犹太教的使命，以左翼、极权和破坏性的方式改革世界。他还为全国各地的报纸撰写联合专栏。1985年，普拉格创办了自己的季刊《终极问题》， 1996年更名为《普拉格观点》。
1986年，他离婚了，并接受了为期一年的治疗。犹太教百科全书说，这是他1999年出版的《幸福是一个严重的问题》一书的部分原因。1990年，他写了一篇名为《犹太教、同性恋与文明》的文章，反对在犹太社区将同性恋行为正常化，并将性犯罪从婚前性行为、独身生活、通奸、同性恋、兽交和乱伦等一系列问题放在一个统一体上。他认为将性限制在异性婚姻中会使宗教失去性，这是古代犹太传统的一项伟大成就，值得为之奋斗。
到1992年，他再婚了。据《洛杉矶犹太日报》报道，到那时，他已经是“当地电台的固定节目”和“代表简单的‘善’与世俗势力作战的犹太圣乔治”，而且总体上是社会保守派，不过也有一些例外。他支持妇女合法堕胎(尽管他说堕胎通常是不道德的)，并支持非婚、自愿的男女之间的合法性行为。1992年，他加入了史蒂芬·懷斯神廟这个犹太会馆，在那里做演讲，并在KABC上主持了一个工作日的晚间脱口秀节目。
1994年，普拉格在当地做KABC的节目之前，每天还通过WABC (KABC在纽约的姊妹台)的卫星电视台做一个小时的节目。
1994年至1995年，多媒体娱乐公司联合制作了一个普拉格的电视节目。普拉格说:“我对电视作为深度、智能节目的媒介感到矛盾，但我对这个节目一点也不矛盾。这是一个用我的信仰体系影响大众的绝佳机会。”1995年，他在舞台上打动了现场观众，让他们可以更直接地与他互动。

## 政治观点
1994年，反诽谤联盟发表了一份关于基督教右翼运动中反犹主义的报告。与基督教右翼的社会和政治保守主义结盟的普拉格抨击了该联盟及其报告。1995年，他敦促保守的犹太人对与保守的基督徒（比如基督教联盟）合作持开放态度。1995年，他提名雅各布·佩图霍夫斯基、埃利泽·伯科维奇、哈罗德·库什纳、C.S.刘易斯、理查德·约翰·纽豪斯、迈克尔·诺瓦克和乔治·吉尔德为对他的神学影响最大的人。
1995年，普拉格批评了伊利诺伊州最高法院在婴儿理查德一案中的判决，该案件将一名儿童从养父母身边带走。在KABC电视台，他号召为婴儿理查德集会，得到了演员普瑞希拉·普雷斯利、汤姆·塞立克和约翰·麦库克的支持。
1996年，普拉格在国会出席，支持捍卫婚姻法案。普拉格说:“接受同性恋与异性婚姻的爱是平等的标志着西方文明的衰落。”在1996年的总统选举中，普拉格曾为鲍勃·多尔的竞选团队工作。但是选举前的民意调查显示，多尔的竞选活动没有得到多少犹太人的支持，普拉格说，这是因为“美国犹太人对当前民主党的反以色列立场一无所知”。
自1999年以来，他一直在洛杉矶保守的基督教广播电台KRLA主持一档全国性的脱口秀节目。KRLA是塞勒姆媒体集团的一部分，该集团还拥有其他保守派主持人，包括詹姆斯·多布森、兰德尔·特里、珍妮特·帕尔沙尔、塞巴斯蒂安·戈尔卡和拉里·埃尔德。这是基督教右翼的一个重要的发声平台，它试图改变美国的政治以及人们的生活方式。
2003年，他曾考虑在2004年的联邦选举中与芭芭拉·柏克瑟竞争美国参议院席位。
2006年，普拉格批评了第一位当选国会议员的穆斯林凯斯·埃里森，因为他宣布将用《古兰经》进行自己的宣誓仪式。普拉格写道:“只要国会议员宣誓为美国服务并维护其价值观，美国就只接受一本书，那就是《圣经》。”如果你不能用那本书宣誓，那就不要在国会任职。”作为回应，前纽约市长郭德华要求普拉格结束他在美国大屠杀纪念馆委员会的工作。
2009年，普拉格加入了其他塞勒姆广播网络主持人的行列，反对患者保护与平价医疗法案。2014年，当美国的同性婚姻正在合法化的过程中，他写道，如果这种情况真的发生了，那么“没有任何合理的理由可以否定一夫多妻关系、兄弟姐妹、父母和成年子女的结婚权利。”2014年，他还表示，“异性恋艾滋病”危机“完全是左派制造的”。
普拉格在2016年总统大选中支持唐纳德·特朗普，但表示特朗普是他“在17位候选人中第17位的选择”。他澄清说，“有别的选择的时候，他不是特朗普的支持者”，但补充说，“但是现在没有别的选择。”普拉格此前曾表示，特朗普“不适合当总统候选人，更别说当总统了”。大西洋杂志的康纳·弗里德尔斯多夫描述了特朗普的通奸、人身攻击、支持酷刑、不良行为、发牢骚以及使用亵渎语言等行为，如何违反了普拉格一直坚持的价值观和原则，这些价值观和原则对公民生活至关重要。他指出，普拉格曾表示，支持特朗普符合他的原则，因为“我们认为，击败希拉里·克林顿、民主党和左派也是一个原则，而且这是更伟大的原则。”弗里德斯多夫写道:“如果这就是原则的全部含义，那么我们就不太需要公共道德家撰写每周专栏，呼吁犹太-基督教伦理和良好品格的重要性。”只要选择你最喜欢的政党，让目的为其利益而辩护就行了。”
2017年，普拉格受邀担任加州圣莫尼卡志愿管弦乐团的客座指挥，这是在华特迪士尼音乐厅举办的一场筹款音乐会的一部分。乐队的一些成员抗议这一邀请，他们认为这会助长偏见。乐团的领导之所以邀请普拉格，是因为他欣赏后者，因为普拉格经常在他的演出中讨论和推广古典音乐，过去曾担任过几次客座指挥，还因为他认为普拉格的到场可能有助于筹集更多的资金。圣塔莫尼卡交响乐团的音乐总监吉多•拉梅尔尽管对普拉格的出现存在争议，但他称普拉格是“一个伟大的人、领袖和朋友”。
在2020年2月，他告诉一个打电话的人“当然，你永远不应该称任何人为N-Word，这是卑鄙的”，但他抱怨这个词本身被认为是不可接受的。 在2020年4月，普拉格谈到冠状病毒大流行期间的社会隔离措施时说，“封锁是人类历史上最大的错误。”

## 普拉格大学
2009年，普拉格和他的制作人艾伦·埃斯特林创建了一个名为普拉格大学的网站，该网站发布了许多5分钟的视频，从保守的角度介绍各种话题。据普拉格说，他创建这个网站是为了挑战美国高等教育系统“在智力和道德上的不健康影响”。 BuzzFeed将普拉格大学描述为“在线媒体中最强大、最具影响力但又最不为人所知的力量之一”。截至2018年，该公司每年1000万美元预算的40%左右用于营销;每个视频都是按照一致的风格制作的。视频的主题包括“种族主义、性别歧视、收入不平等、枪支拥有、伊斯兰教、移民、以色列、警察暴行”，以及在大学校园的演讲。BuzzFeed表示，“普拉格避开全国关注的最大原因是，它基本上不做特朗普相关的视频，也不参与政治新闻圈”。2017年，该公司的一些视频被YouTube限制了观看。